# Canarticho et Palarticho
 (mars 2024).
Canarticho (カモネギ, Kamonegi, dans les versions originales en japonais) et son évolution Palarticho (ネギガナイト, Negiganaito) sont deux espèces de Pokémon de première et huitième génération.
Issu de la franchise de médias Pokémon créée par Satoshi Tajiri, Canarticho apparaît dans une collection de jeux vidéo et de cartes, dans une série d'animation, plusieurs films, et d'autres produits dérivés. Il est imaginé par l'équipe de Game Freak et dessiné par Ken Sugimori. Sa première apparition a lieu au Japon en 1996, dans les jeux vidéo Pokémon Vert et Pokémon Rouge. Le Pokémon est du double type normal et vol et occupe le 83e emplacement du Pokédex, l'encyclopédie fictive recensant les différentes espèces de Pokémon. Dans la huitième génération, il possède une forme régionale de type combat dans la région de Galar, issue du jeu Pokémon Épée et Bouclier. Seule cette forme évolue en Palarticho, Pokémon également de type combat qui occupe le 865e emplacement du Pokédex.

## Création
Propriété de Nintendo, la franchise Pokémon est apparue au Japon en 1996 avec les jeux vidéo Pocket Monsters Vert et Pocket Monsters Rouge. Son concept de base est la capture et l'entraînement de créatures appelées Pokémon, afin de leur faire affronter ceux d'autres dresseurs de Pokémon. Chaque Pokémon possède un ou deux types – tels que l'eau, le feu ou la plante – qui déterminent ses faiblesses et ses résistances au combat. En s'entraînant, ils apprennent de nouvelles attaques et peuvent évoluer en un autre Pokémon.
Canarticho, qui se présente comme un canard tenant un brin de ciboule, fait référence à une expression idiomatique japonaise : かもがねぎをしょってくる (Kamo ga negi wo shotte kuru), littéralement « un canard qui arrive en portant de la ciboule », c'est-à-dire l'ingrédient pour le cuisiner ; cette expression est traduisible en français par « se jeter dans la gueule du loup ». Il est initialement nommé Kamonegi (カモネギ) en japonais, mot-valise composé des mots canard sauvage (鴨 ; カモ, kamo) et ciboule (葱 ; ネギ, negi), qui se prononce comme la forme raccourcie de cette expression 鴨ネギ (kamonegi),. Son nom est ensuite adapté dans quatre langues lors de la parution mondiale des jeux : anglais, français, allemand et coréen ; le nom anglais est utilisé dans les autres traductions du jeu. Son nom français est composé des mots « canard » et « artichaut », adaptation du nom original japonais.

## Description

### Canarticho
D'après le Pokédex, qui le définit comme un « canard fou », il ne peut vivre sans son légume, qu'il protège au péril de sa vie : il l'utilise comme une épée, ou comme un outil pour construire son nid, ; en dernier recours, il peut la manger et en cherchera alors immédiatement une autre. Ils sont capables de se battre pour une de ces tiges. Ce Pokémon est menacé d'extinction, c'est pourquoi de nombreux dresseurs de Pokémon l'élèvent, pour préserver l'espèce.

## Apparitions

### Jeux vidéo
Canarticho apparaît dans la série de jeux vidéo Pokémon. D'abord en japonais, puis traduits en plusieurs autres langues, ces jeux avaient été vendus à plus de 215 millions d'exemplaires à travers le monde en 2010. Il fait sa première apparition en 1996 dans les jeux japonais Pocket Monsters Vert (ポケットモンスター 緑, Poketto Monsutā Midori) et Pocket Monsters Rouge (ポケットモンスター 赤, Poketto Monsutā Aka), sortis en Occident sous le titre de Pokémon Rouge et Bleu. Depuis la première édition de ces jeux, Canarticho est réapparu dans les versions Jaune, Or, Argent, Cristal, Vert Feuille, Rouge Feu, Diamant, Perle et Platine.

### Série télévisée et films
La série télévisée Pokémon et les films qui en sont issus narrent les aventures d'un jeune dresseur de Pokémon du nom de Sacha, qui voyage à travers le monde pour affronter d'autres dresseurs ; l'intrigue est souvent distincte de celle des jeux vidéo.
Canarticho n'a qu'un rôle mineur dans la série télévisée Pokémon. Il apparaît surtout dans l'épisode 49 de la saison 1 : Recette aux poireaux. Un Canarticho appartenant à un petit garçon vole des Poké Balls. Il est cependant gentil au fond de lui donc les enfants l'adorent.

## Réception
Canarticho est le Pokémon évolué le plus faible de la première génération en termes de statistiques (hors le cas particulier de Métamorph). Malgré – ou à cause – de cette faiblesse, Canarticho jouit d'une certaine popularité auprès des fans.